# Большое ограбление банка в Сент-Луисе
«Большое ограбление банка в Сент-Луисе» (англ. The Great St. Louis Bank Robbery), также известный как «Ограбление банка в Сент-Луисе» (англ. The St. Louis Bank Robbery) — фильм нуар режиссёров Чарльза Гуггенхейма и Джона Стикса, вышедший на экраны в 1959 году.
Как отмечается на сайте Американского института киноискусства, во многих рецензиях фильм назван «Большое ограбление банка в Сент-Луисе», хотя в титрах он указан как «Ограбление банка в Сент-Луисе». Фильм открывается следующим текстом: «История основана на реальном событии. Люди из департамента полиции Сент-Луиса сыграли те же роли, как и во время реального ограбления». Фильм снимался на натуре в Сент-Луисе, и согласно рекламным материалам, в тех же самых местах, где произошло реальное ограбление в 1954 году.

## Сюжет
В Сент-Луисе Джордж Фаулер (Стив Маккуин), бывшая звезда университетской футбольной команды, сходится с тремя уголовниками — расчётливым пожилым Джоном Иганом (Крэхан Дентон), который является мозговым центром банды, матёрым Джино (Дэвид Кларк) и психически неуравновешенным Вилли (Джеймс Дукас), которые вынашивают план ограбления банка. Джино, который привёл Джорджа в банду, ручается за него, однако скрывает от женоненавистника Джона, что тот был парнем его сестры Энн (Молли Маккарти), представляя его как своего племянника. Вилли, которого Джон опекает и воспитывает с тех времён, когда они вместе отбывали срок в тюрьме, возмущён включением Джорджа в банду в качестве водителя, так как сам претендовал на эту роль. Джон даёт задание в течение нескольких недель заняться скрытным наблюдением повседневной работы банка с тем, чтобы составить точный поминутный график всего, что происходит в банке и вокруг него. Одновременно Джон решает устроить Джорджу небольшую проверку, поручая ему украсть автомобильные номера для использования во время ограбления. Джордж, который хотел свести свою роль только к управлению автомобилем, нехотя исполняет приказ главаря.
Когда Джордж и Джино понимают, что у них нет денег, чтобы со своей стороны профинансировать подготовку к ограблению, Джино уговаривает Джорджа связаться с Энн и попросить у неё денег взаймы. Хотя поначалу Джордж не хочет встречаться с Энн, тем не менее в итоге он соглашается и тем же днём встречается с ней в местном баре. После неловкого разговора Джордж объясняет, что Джино находится в Чикаго, и ему срочно нужны деньги. Зная своего брата, Энн догадывается, что тот в очередной раз ввязался во что-то преступное. Тем не менее, несмотря на невнятную речь Джорджа, испытывая по-прежнему к нему симпатию, она выписывает чек на имя Джино. Тем же вечером в гостиничном номере Вилли выражает Джону недовольство своей ролью в деле, так как не хочет идти в банк, однако Джон упрекает его в трусости, утверждая, что тому пора поучаствовать в деле по-настоящему. Вилли ещё более расстраивается, когда Джон начинает размышлять над тем, чтобы взять с собой Джорджа в Мексику после ограбления. Тем временем в гостинице, когда Джордж передаёт Джино чек от Энн, у последнего начинается психический припадок из страха снова оказаться в тюрьме.
На протяжении нескольких последующих дней, в соответствии с тщательно проработанным планом Джона, члены банды по очереди практически круглосуточно наблюдают за банком с различных точек обзора. Однажды, выходя из банка, Энн неожиданно для себя видит Джино, который садится в машину на другой стороне улицы. Заметив Джорджа в кафе, она с возмущением обращается к нему, требуя объяснить обман, однако он отказывается говорить с ней, уговаривая встретиться вечером в баре. Во время разговора они не замечают, что их видит Вилли. Позднее банда в полном составе встречается в парке, чтобы подвести итоги своим наблюдениям, после чего Джон начинает излагать просчитанный до секунд план-график ограбления. В конце совещания Вилли заявляет, что видел, как Джордж разговаривал в кафе с какой-то женщиной, однако Джордж отрицает эти обвинения, а Джон в свою очередь отчитывает Вилли за то, что тот смотрел по сторонам вместо того, чтобы следить за банком. Затем бандиты проводят тестовый подъезд к банку, тщательно фиксируя время работы светофоров и выбирая наилучшее место для парковки.
Оставшись наедине с Джорджем, Джино догадывается, что той женщиной в кафе была Энн, однако Джордж убеждает его, что ничего ей не рассказал. Вечером в баре во время встречи с Энн Джордж пытается убедить её, что работает торговым агентом, однако она ему не верит. В конце концов, Джордж сознаётся, что после нескольких неудач в спорте был вынужден учиться в колледже на общих основаниях, однако не справился с занятиями и был отчислен, однако надеется там восстановиться. Когда Энн требует от него объяснить присутствие в городе Джино, Джордж утверждает, что ничего об этом не знает, а сам нанялся в качестве водителя для разовой работы. Догадавшись об истинных планах Джино и Джорджа, Энн с сожалением говорит, что он в итоге станет таким же преступником, как и её брат, умоляя Джорджа отказаться от участия в ограблении. Встревоженный тем, что Энн может пойти в полицию, Джордж резко прерывает разговор и уходит, а приехав в гостиницу, уверяет Джино, что его сестра будет молчать. Тем же вечером в баре, ожидая курьера с оружием, Джон доверительно беседует с Джорджем, рассказывая, что его отвращение к женщинам началось с его вечно пьяной, не годной ни на что матери.
Тем временем подвыпившая Энн, выходя из бара вместе с кавалером, подходит к банку и пишет на его витрине губной помадой: «Предупреждение: вас будут грабить». Узнав об этом, Джон и Вилли врываются в комнату Джорджа и Джино, требуя ответа, откуда произошла утечка информации. В конце концов, Джино признаёт, что, вероятно, послание оставила Энн, с которой встречался Джордж. Джон заставляет Джорджа отвести всю банду в квартиру Энн, где та клянётся, что никому о них не рассказывала. Энн снова умоляет Джорджа бросить это дело, обещая помочь ему найти постоянную работу, но он уклоняется от ответа. Джон приказывает Энн собрать вещи для поездки в Чикаго, а Джино и Джорджа отсылает на условленное место встречи в парке. Затем Джон силой выводит Энн из квартиры по пожарной лестнице, но когда она требует, чтобы могла сказать Джорджу, куда она направляется, Джон в ярости заявляет, что Джорджу она не нужна. Впадая в психический припадок, навеянный ненавистью к матери, Джон сначала бьёт Энн, а затем сталкивает её через перила. Она падает и разбивается насмерть на глазах у Вилли. Во время встречи в парке Джон сообщает остальным членам банды, что посадил Энн на самолёт в Чикаго. Опасаясь, что Вилли расскажет о гибели Энн, Джон назначает его водителем, а Джорджу приказывает идти с остальными грабить банк. Джордж пытается протестовать, но вынужден смириться с этим решением.
В банке не отнеслись к предупреждению Энн серьёзно, и на следующее утро он начал работу в обычном режиме. Вскоре после его открытия члены банды приступили к реализации своего плана. Вилли высадил Джона и Джино у главного входа в банк, а Джордж вышел у запасного входа. Прикрыв лица платками, бандиты вошли в помещение, приказав посетителям и персоналу банка повернуться лицом к стене. В то время, как Джордж и Джон держали людей на прицеле, Джино начал быстро опустошать полки с деньгами. Однако грабители не знали, что телефонный коммутатор в основном зале, который бандиты планировали отключить, оборвав связь с внешним миром, утром был перемещён в подвальное помещение. В итоге одной из служащих банка удалось незаметно нажать тайную педаль вызова полиции.
Прибывшая быстро полиция сразу же ворвалась в помещение банка и открыла огонь по бандитам, раня Джорджа в ногу. Джон тем временем начал отстреливаться. Когда подъехало ещё несколько полицейских машин, запаниковавший Вилли бросил своих сообщников и уезхал на машине один, что с тревогой сквозь витрину заметил Джордж. Во время перестрелки среди напуганных клиентов, Джон признался Джорджу, что был вынужден отдать Вилли место водителя, чтобы тот молчал, и Джордж с ужасом догадался, что Джон убил Энн. Во время очередной атаки полиции Джон взял в заложницы женщину и попытался под её прикрытием выйти на улицу, однако был убит прямо в дверях банка. Джино стал убегать от полиции в подвальные помещения банка, а когда понял, что загнан в угол и теперь снова окажется в тюрьме, застрелился. В растерянности и ужасе Джордж попытался взять в заложники случайную клиентку, молодую девушку, но когда её муж стал умолять взять его вместо неё, девушка заявила: «Это бесполезно, он же негодяй». Эти слова трогают Джорджа, не в силах смириться с тем, что стал негодяем, он отпускает девушку, отбрасывает пистолет и падает на пол, бормоча, что он не злодей. Полиция надевает на Джорджа наручники, сажает в автозак и увозит.

## В ролях
- Стив Маккуин — Джордж Фаулер
- Крэхан Дентон — Джон Иган, босс
- Дэвид Кларк — Джино, брат Энн
- Джеймс Дукас — Вилли, водитель
- Молли Маккарти — Энн, бывшая подружка Джорджа и сестра Джино

## Режиссёр фильма и исполнитель главной роли
Продюсер и режиссёр фильма Чарльз Гуггенхейм, кроме этой картины поставил всего один художественный фильм, после чего сделал успешную карьеру как кинодокументалист. В этом качестве он трижды награждался Оскарами за короткометражные документальные фильмы «Воспоминание о Роберте Кеннеди» (1968), «Потоп в Джонстауне» (1989) и «Время для правосудия» (1994), и ещё шесть раз номинировался на «Оскар» за документальные короткометражки
Главную роль в фильме исполнил Стив Маккуин, ставший голливудской звездой в 1960-е годы. В 1967 году он был номинирован на «Оскар» за главную роль в военной исторической драме «Канонерка» (1966). Актёр также номинировался на «Золотой глобус» за главные роли в романтической комедии «Любовь с подходящим незнакомцем» (1963), в «Канонерке» (1966), в приключенческой комедии «Воры» (1969) и в тюремной драме «Мотылёк» (1973). Помимо этих картин Маккуин известен по вестерну «Великолепная семёрка» (1960), военному экшну «Большой побег» (1963) и драме о карточном игроке «Цинциннати Кид» (1965), а также по криминальным триллерам «Буллит» (1968), «Афера Томаса Крауна» (1968) и «Побег» (1972).

## Оценка фильма критикой
Фильм получил сдержанные и негативные отзывы критики. Так, после выхода фильма на экраны кинообозреватель «Нью-Йорк таймс» Говард Томпсон назвал его «небольшим, неудачным фильмом», который однако имеет три достоинства. Во-первых, "все актёры, за исключением Стива Маккуина, не известны, отсюда свежесть лиц. Во-вторых, хорошая операторская работа и полудокументальный характер съёмок в реальной обстановке Сент-Луиса. И в-третьих, первоклассная игра пожилого актёра Крэхана Дентона в роли руководителя банды. Томпсон считает, что «хотя Чарльз Гуггенхейм и Джон Стикс достойны уважения за свой подход к знакомой теме — пошаговому планированию банковского ограбления — картина сбивается с пути. Темп становится слишком медленным, а невротические стычки четырёх воров делают само ограбление разочаровывающим и слегка абсурдным». И всё же, по мнению Томпсона «было бы хорошо, если бы „Юнайтед артистс“ дала мистеру Гуггенхайму второй шанс». Элинор Манника назвала картину «скучным фильмом…, в котором основная часть времени посвящена подготовке ограбления, и его ожидание занимает целую вечность».